# Tales of Arise
Tales of Arise (テイルズ オブ アライズ Teiruzu obu Araizu?) es un videojuego de rol de acción desarrollado y publicado por Bandai Namco Entertainment. Es una nueva entrega de la saga Tales of y su lanzamiento se produjo el 10 de septiembre de 2021 en Microsoft Windows, PlayStation 4 y 5 y Xbox One y Series X|S. Los protagonistas del juego son dos personas de los mundos enfrentados de Dahna y Rena.
El equipo de desarrollo está compuesto tanto por veteranos en la saga como también de recién llegados a esta, esto tiene el objetivo de revitalizar la saga Tales of. Es el primer juego de la saga en ser desarrollado exclusivamente para consolas modernas, utiliza un estilo artístico más oscuro que el resto de juegos en la serie con el objetivo de diferenciarse de sus predecesores y a su vez buscar más atención en el mercado occidental . Minoru Iwamoto, el artista de Tales of Zestiria y Tales of Berseria, regresa como diseñador de personajes y director de arte. El juego se desarrolló con Unreal Engine 4.

## Descripción general
Como juegos anteriores de la saga, Tales of Arise es un videojuego de rol de acción, aunque la jugabilidad ha pasado por alteraciones no especificadas aún para poder alcanzar las nuevas ideas que tienen en mente, Yusuke Tomizawa ha comentado que el núcleo no ha cambiado demasiado y conservará el sistema de batalla básico de Tales denominado "Linear Motion Battle System". La historia de Tales of Arise toma lugar entre el mundo medieval de Dahna y el mundo avanzado de Rena. La superioridad tanto tecnológica como mágica de Rena hace que tenga poder sobre Dahna, apropiándose de sus recursos y tomando a su gente como esclavos. Los protagonistas son un hombre, Alphen, nativo de Dahna, y una mujer, Shionne, de Rena, que terminan viajando juntos.

## Desarrollo
Según el productor Yusuke Tomizawa, el desarrollo de Arise empezó antes del anuncio de la Edición Definitiva de Tales of Vesperia en 2018. Comenzando el desarrollo bajo el nombre en clave "Arise", el objetivo era reevaluar y hacer evolucionar la fórmula de franquicia Tales of. El título del juego derivado de su nombre en clave ejemplifica tanto el tema de la historia del juego como los deseos del equipo. Mientras que los anteriores juegos utilizaban un motor propio, Arise se está desarrollando con  Unreal Engine 4, lo cual ha permitido que esta entrega esté muy por encima de sus predecesoras a nivel gráfico. Los modelados de los personajes y los movimientos también han sido mejorados, el objetivo del equipo es alcanzar el nivel de calidad que se puede encontrar en películas 3D y en la televisión. Mientras que el título previo de la saga, Tales of Berseria fue multigeneracional, siendo lanzado para PlayStation 3 y PlayStation 4, Arise está siendo desarrollado exclusivamente para el hardware más moderno.
Arise está siendo desarrollado por Bandai Namco Estudios. El equipo incluye veteranos que han trabjado en juegos tan anteriores como Tales of Phantasia (el primer juego de la serie), junto a recién llegados que son apasionados a la saga. El director de arte y diseñador de personajes es Minoru Iwamoto, quién trabajo previamente en Tales of Berseria y Tales of Zestiria. Esta es la primera vez que una persona ocupa ambos roles, siendo parte de la estrategia de Bandai Namco  para unificar el estilo artístico y la historia del juego. El diseño del mundo es más oscuro que en anteriores entregas con la intención de hacer evolucionar la serie y a su vez tratar de captar a más público occidental. A pesar de enfocarse en los gráficos 3D,seguirá habiendo escenas de vídeo 2D como en los anteriores juegos. Y al igual que en los juegos previos, las secuencias de anime serán producidas nuevamente por el estudio de animación japonés Ufotable.
Arise fue revelado en el E3 2019 durante la conferencia de Xbox, aunque se habían filtrado detalles del juegos días antes en Internet. El juego está planeado para lanzarse en 2021 en las plataformas Microsoft Windows, PlayStation 4 y Xbox One.

## Recepción
Tales of Arise recibió críticas muy positivas en Metacritic. Tales of Arise ganó el premio al mejor RPG en The Game Awards 2021.